# 1960年代
| 千纪： | 2千纪                                                                                            |
| 世纪： | 19世纪 \| 20世纪 \| 21世纪                                                                       |
| 年代： | 1930年代 \| 1940年代 \| 1950年代 \| 1960年代 \| 1970年代 \| 1980年代 \| 1990年代                 |
| 年份： | 1960年 \| 1961年 \| 1962年 \| 1963年 \| 1964年 \| 1965年 \| 1966年 \| 1967年 \| 1968年 \| 1969年 |

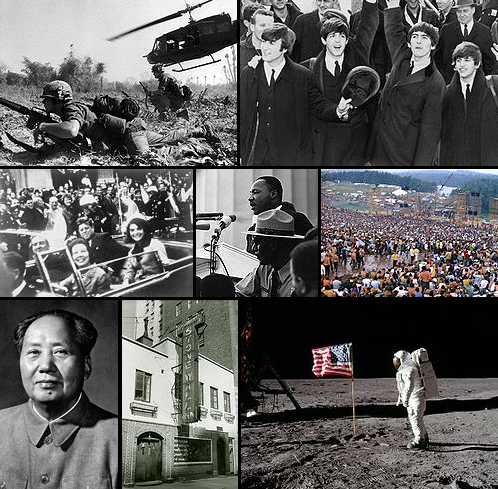
第一行从左至右：越南战争期间，美国士兵在地面上爬行；英流的代表披头士乐队改变了世界各地尤其是美国的流行音乐；
第二行从左至右：美国总统约翰·肯尼迪在任内被刺杀；小马丁·路德·金对25万人做的著名演讲《我有一个梦想》；约50万人参加了1969年的伍德斯托克音乐节；
第三行从左至右：毛泽东的大跃进计划目标未能實現，最終導致三年困難時期，据估计中國至少有1500万至4500万人死于这次饥荒，拉开了文化大革命的序幕；石墙暴动是美国乃至世界LGBT运动的重要里程碑；1969年美国宇航员尼尔·阿姆斯特朗和巴兹·奥尔德林在月球上行走

1960年代始於1960年1月1日，結束於1969年12月31日。這段時間在西方世界發生了反文化運動，社會價值觀發生重要改變，毒品與性解放議題興起，民權運動達到高峰，流行音樂發展出許多新的流派。國際政治上冷戰持續，古巴危機的結束顯示美蘇避免核子戰爭的發生；越南戰爭則了導致全球的反戰運動；許多非洲殖民地在這個時期得到獨立。1960年代初，中國大躍進與其所帶來的大饑荒結束，接著文化大革命於1966年開始，中國傳統文化大受衝擊。隨著社會階級的變化與技術發展，全球總體經濟發展良好，許多家電用品如收音機、電視在歐美更加普及。人類在本年代末首次登陸月球。

## 科學和技術

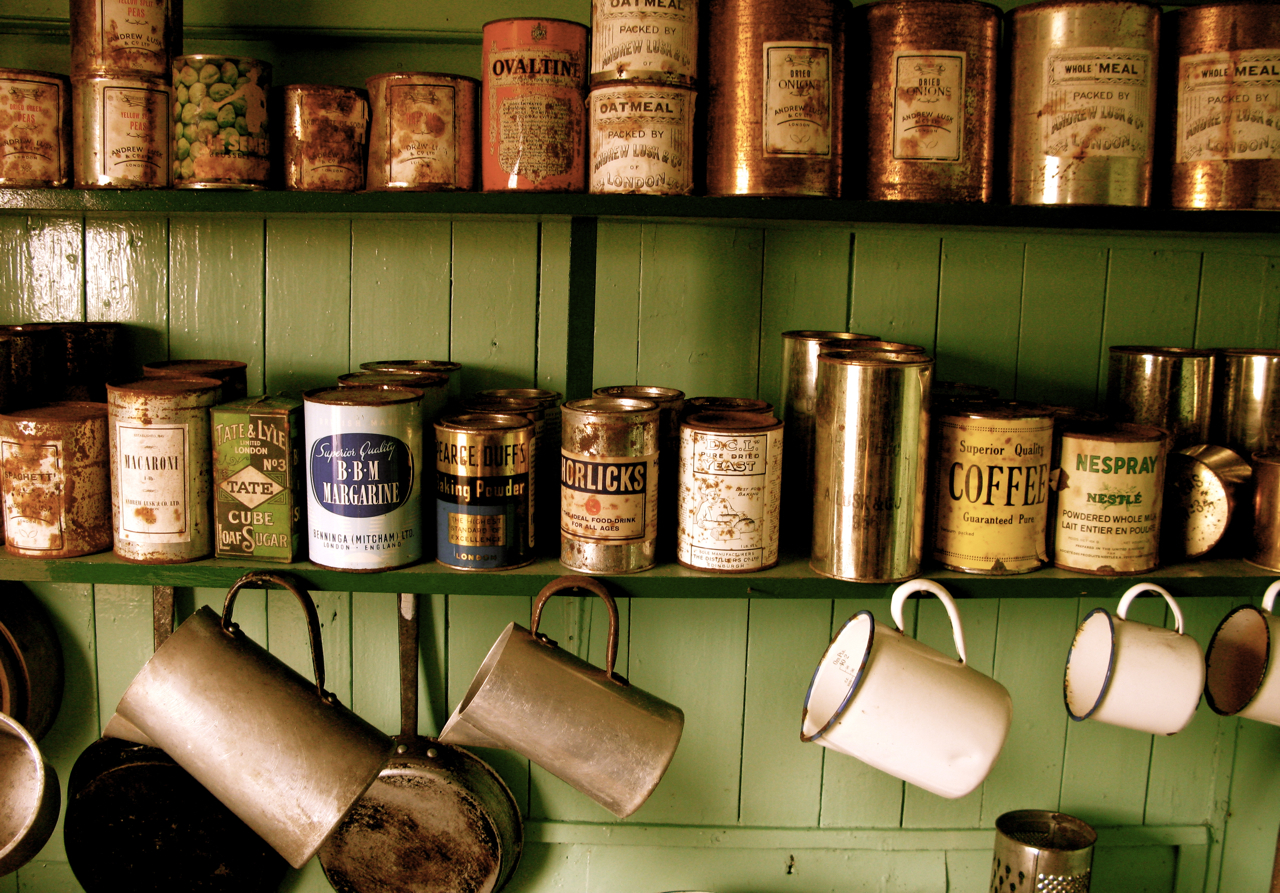
美國1960年代的罐頭食品大量往歐洲普及

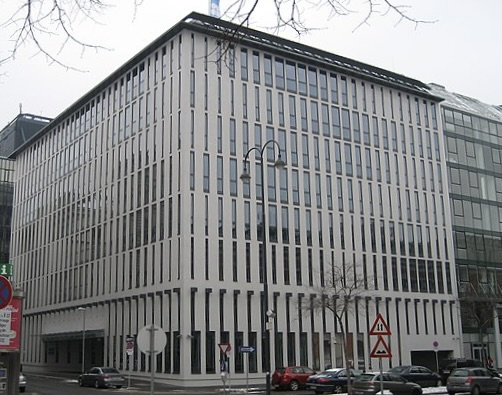
石油输出国组织成立開始寡占世界原油定價權

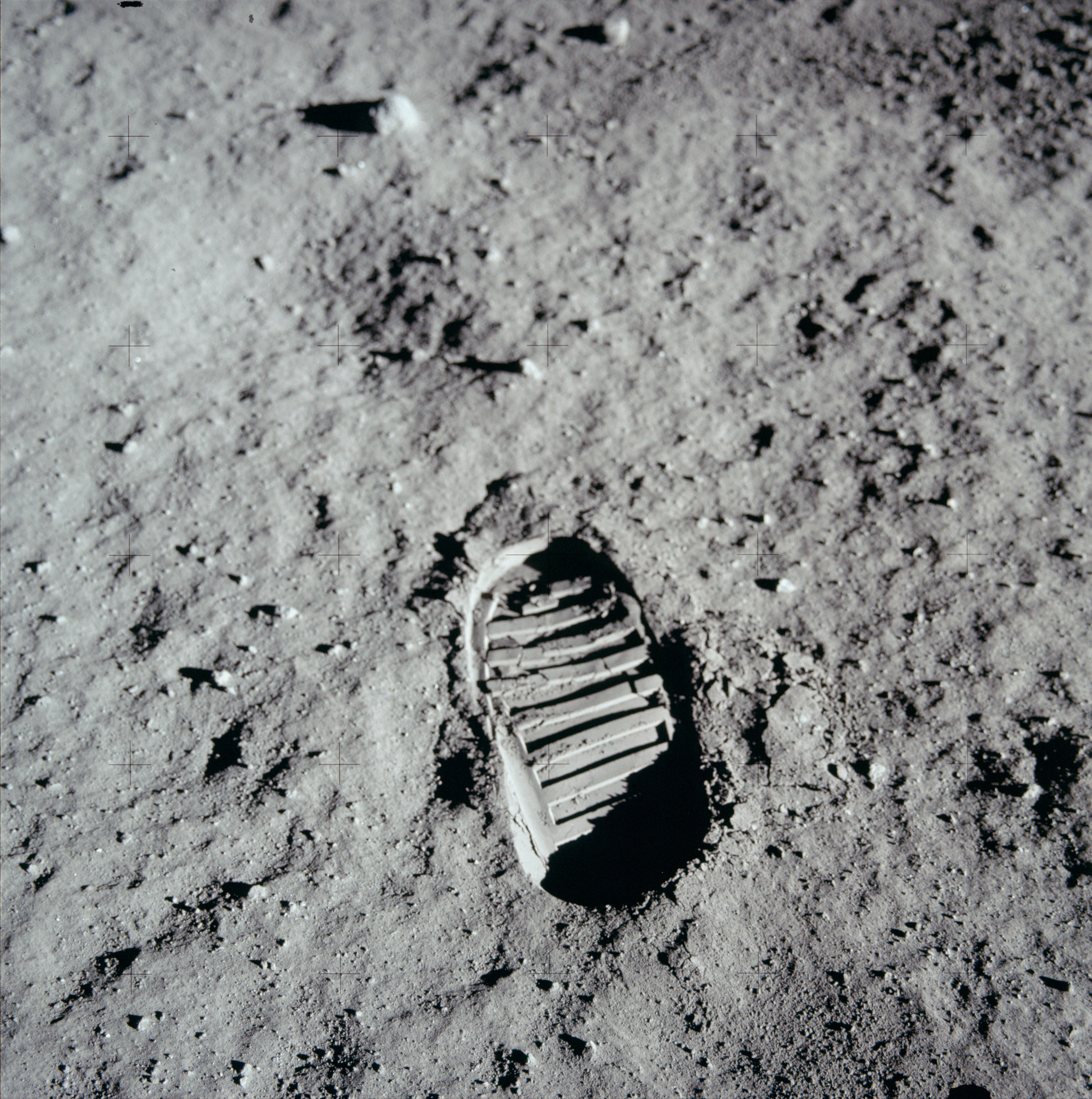
阿波羅登月計畫

- 1960年－複合口服避孕藥首次被批准使用，引發性革命。
- 1962年－電星1號升空，是第一顆人造的通訊衛星和第一顆被設計來傳送電話和高速數據通訊的衛星。
- 1962年－第一款計算機影像遊戲《太空戰爭!》被發明。
- 1963年－雙音多頻電話被發明。
- 1963年－Sketchpad是第一款觸摸交互式計算機圖形程序。
- 1963年－諾丁漢電子真空管公司開發了第一台名為“Telcan”的錄影機。
- 1964年－開發了八軌磁帶音頻格式。
- 1964年－卡式錄音帶問世。
- 1964年－程式語言BASIC被創建。
- 1964年－迪吉多第一台成功的12-bit PDP-8小型計算機上市。
- 1967年－克里斯蒂安·巴納德在南非執行了全球首例心臟移植手術。
- 1967年－PAL制式和SECAM制式彩色電視系統開始在歐洲放送。
- 1967年－世界第一台自動櫃員機在倫敦巴克萊銀行啟用。
- 1969年7月20日 －美國阿波羅11號太空人登陸月球。
- 1969年－CCD發明於貝爾實驗室，運用在電子成像和影像相機。

## 戰爭與政治

### 戰爭
- 古巴導彈危機爆發（1962年10月），是冷戰頂峰和人類最接近全面核戰爭的邊緣。
- 豬灣事件(1961年)
- 葡萄牙殖民地獨立戰爭(1961年–1974年)
- 巴以衝突（20世紀初期－現在）
- 阿以衝突，1967年－中東六日戰爭爆發。
- 阿爾及利亞戰爭結束於1962年，阿爾及利亞獨立。
- 尼日利亞內戰（1967年－1970年）。
- 中印邊境戰爭（1962年10月-11月）。

### 衝突
- 1960年代中期－北愛爾蘭問題，開始長達三十年的衝突。
- 1964年－新加坡发生种族骚乱。
- 1966年 －中华人民共和国文化大革命爆發，展開「十年浩劫」動亂。文革是一场由时任中国共产党中央委员会主席的毛泽东与中央文化革命小组，自上而下动员成千上万红卫兵在中国大陆进行的全方位的阶级斗争。
- 1966年－葡屬澳門爆發一二·三事件。
- 1967年－英屬香港爆發六七暴動。
- 1969年－中蘇珍寶島武裝衝突事件。
- 1968年－法國五月風暴。
- 1968年－特拉特洛爾科事件。
- 1968年－布拉格之春事件。
- 1969年－美國石牆暴動。
- 1969年－马来西亚爆发五一三事件。
- 1969年－新加坡发生种族暴动。

### 非殖民化和獨立性
非洲從殖民主義到獨立的轉變，被稱為非洲的非殖民化急劇加速的十年時代，在1960年和1968年之間，共有32個國家獨立。意味著歐洲殖民帝國統治非洲大陸的結束，然而，這些新國家的崇高願望很快就消失了，許多國家陷入無政府狀態，高層腐敗，獨裁，和內戰。非洲擁有最貧窮以及世界上最短的壽命的人口。

### 政治

#### 美國

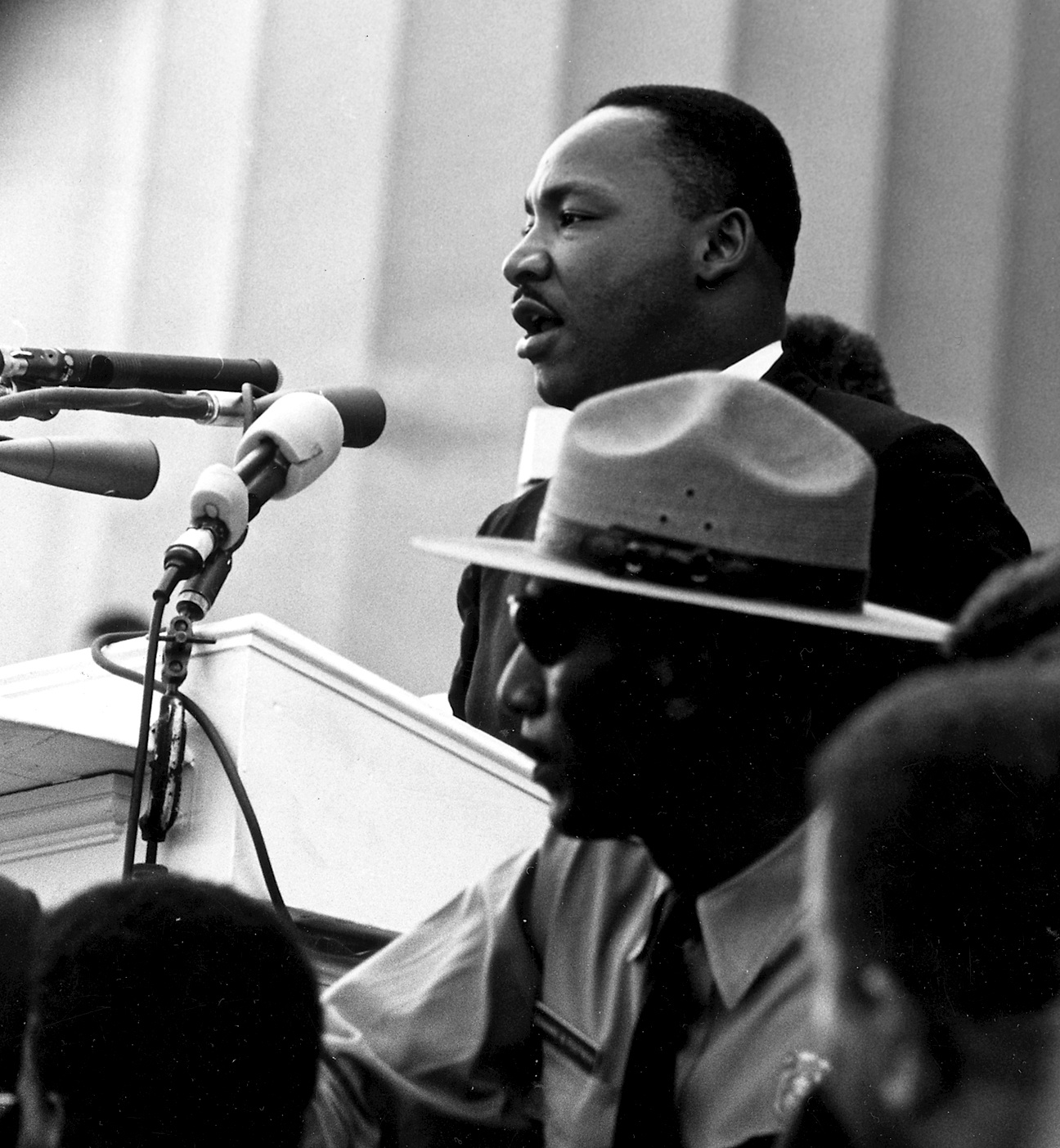
美國民權運動領袖馬丁·路德·金恩在華盛頓特區林肯紀念堂前發表了著名演講《我有一個夢想》。

- 1960年美國總統選舉，也是夏威夷州和阿拉斯加州首次參加投票，民主黨的約翰·甘迺迪當選，擊敗共和黨候選人、時任副總統理察·尼克森。
- 1963年8月28日馬丁·路德·金恩發表了著名演講《我有一個夢想》。
- 1963年11月22日约翰·肯尼迪遇刺身亡，其後由副總統林登·詹森繼任。林登·詹森促進基本權立法。
- 1964年美國總統選舉，民主黨的林登·詹森當選，擊敗了共和黨的貝利·高華德。
- 1964年民權法案，由林登·詹森簽署，立法在就業及教育上禁止種族歧視和性別歧視。
- 1968年美國總統選舉，共和黨的理察·尼克森當選，擊敗了民主黨的候選人、時任副總統休伯特·漢弗萊。

#### 歐洲
- 1961年－柏林圍牆建立。

#### 南美

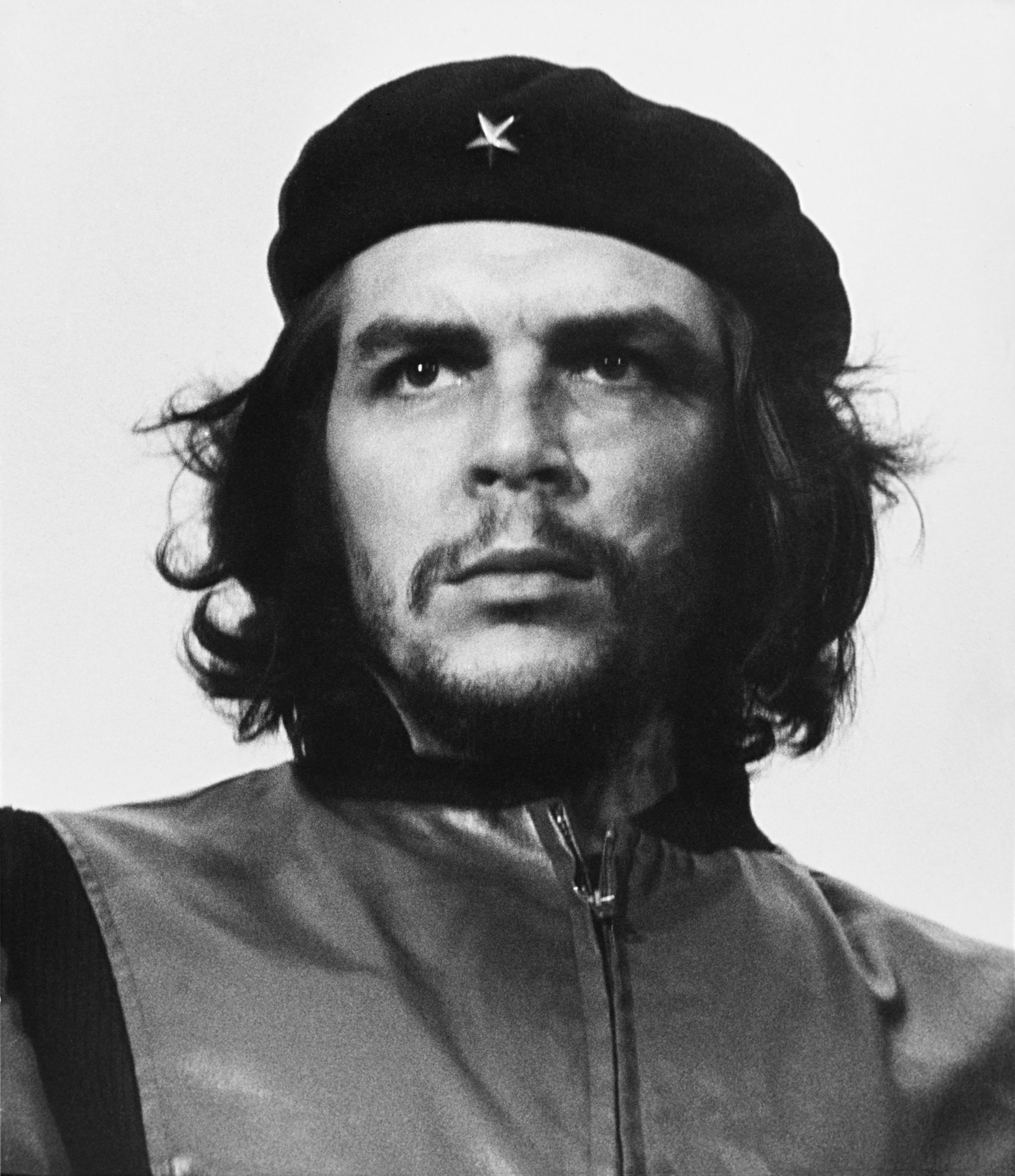
南美革命家切·格瓦拉

- 1966年～1967年 － 阿根廷共產革命家切·格瓦拉開始在玻利維亞帶領游擊隊員進行革命活動，後來于1967年被殺，成為一個標誌性人物。
- 1968年－祕魯革命家貝拉斯科，領導軍人集團發動政變，推翻F.貝朗德·特里政府，建立軍政府，任總統。

### 經濟
- 1960年－石油輸出國組織成立。

## 災禍
- 1960年－大同老白洞煤矿瓦斯爆炸事故。
- 1960年－智利大地震。
- 1962年－法國航空007號班機空難。
- 1964年－耶穌受難日地震。
- 1966年－英國海外航空911號班機空難。
- 1966年－邢台大地震。
- 1969年－超强台风维奥娜。
- 1969年－居銮水灾。

## 文化及娛樂
- 1960年－第十七屆奧林匹克運動會在羅馬舉行。
- 1962年－第七屆世界盃足球賽在智利舉行。
- 1964年－第十八屆奧林匹克運動會在東京舉行。
- 1966年–1969年 － 星際爭霸戰，是一部在文化上有重大意義的科幻電視影集。
- 1966年－第八屆世界盃足球賽在英格蘭舉行。
- 1967年－1967年加拿大世界博覽會在蒙特利爾開幕。
- 1968年－第十九屆奧林匹克運動會在墨西哥城舉行。
- 1969年－胡士托音樂節。

## 出生
- 1964年6月22日－阿部寬，日本演員

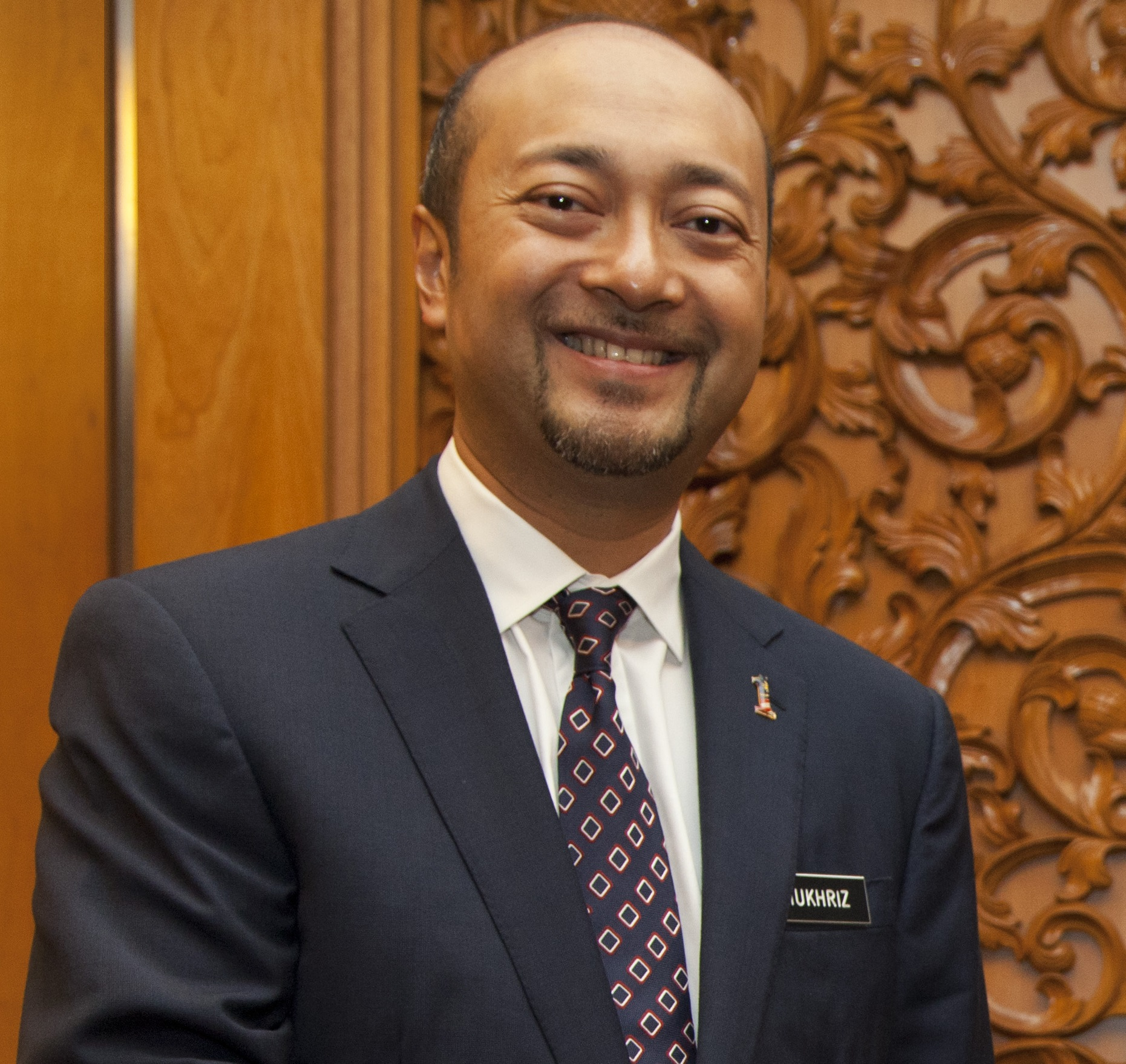
慕克里·马哈迪

- 1964年7月16日－陳啟泰，香港主持人、演員、歌手。
- 1964年7月24日－黃志淙，資深唱片騎師、樂評人及作家。
- 1964年10月9日－郭晉安，香港演員
- 1964年10月28日－尹天照，香港演員
- 1964年11月25日－慕克里·马哈迪，马来西亚第四任兼第七任首相马哈迪·莫哈末和茜蒂哈斯玛之子，曾是马来西亚国际贸易与工业部第一副部长。
- 1965年12月8日 - 劉嘉玲， 香港著名女演員
- 1966年12月11日－黎明，香港著名歌手、演員、導演、商人
- 1966年12月11日－劉玉翠，香港著名女演員
- 1966年12月12日－周海媚，香港著名女演员，前無綫電視(TVB)部頭合約女藝員。
- 1966年12月30日－葛民輝，香港唱片騎師

## 逝世
- 1963年－約翰·甘迺迪，美國總統，遭暗殺。
- 1966年－老舍，中國現代著名作家，文革受到迫害，後自殺身亡。
- 1969年－劉少奇，中國前國家主席，文革中被迫害致死。
- 1969年－陶鑄，前中共中央政治局常委，文革中迫害致死。

## 其它
- 1960年代臺灣
- 1960年代香港
- 1960年代中國